# Alon Israel Oil Company
Alon Israel Oil Company Ltd. (hebräisch "אַלּוֹן" חֶבְרַת הַדֶּלֶק לְיִשְׂרָאֵל בָּעָ״מ ‹Allōn› Chevrat haDeleq ləJisraʾel BaʿA"M, deutsch ‚‹Eiche› Kraftstoffgesellschaft für Israel GmbH‘) ist eine israelische Holding mit Sitz im Kibbuz Jaqum, Israel. Das Unternehmen ist in der Erdölwirtschaft tätig. 1989 wurde das Unternehmen gegründet. 2000 wurde das Tochterunternehmen Alon USA gegründet.

## Tochterunternehmen
Zu Alon gehören drei an der Börse notierte Tochterunternehmen:
- Alon USA Energy, Inc.
- Blue Square - Israel Ltd.
- Dor Alon Energy in Israel (1988) Ltd.